# 2018年11月逝世人物列表
2018年逝世人物列表：1月 - 2月 - 3月 - 4月 - 5月 - 6月 - 7月 - 8月 - 9月 - 10月 - 11月 - 12月
2018年11月逝世人物列表，是用於匯總2018年11月期間逝世人物的列表。

## 依日期排序

### 30日
- 喬恩·拉莫·阿博蒂斯（英语：Jon Ramon Aboitiz），91歲，西班牙裔菲律賓商人（阿沃伊蒂斯經營企業（英语：Aboitiz Equity Ventures））。[1]
- ，94岁，第41任美國總統，常被人稱為老布什，在德克萨斯州休斯敦家中安详辞世。[2][3]
- 常贵田，76岁，中国相声表演艺术家，病逝。[4]
- 丁国梁，23岁，中国足球运动员（陕西长安竞技），死於癌症。[5]
- 孙谦，95岁，中国政治人物，原四川省重庆市政协副主席。[6]
- 谭建新，52岁，中国儿科专家，广东医科大学附属医院儿童医学中心主任。[7]
- 李润云，74岁，中国企业家，原浙江中大集团控股有限公司党委书记、董事长。[8]
- 滕振寰，中国学者，北京大学数学科学学院教授。[9]
- 班旦加措（藏語：དཔལ་ལྡན་རྒྱ་མཚོ་，威利转写：dpal ldan rgya mtsho），85岁，西藏活动人士。[10]
- 阿塔什·德里尼（英语：Attash Durrani），66歲，巴基斯坦語言學家和寶石學家。[11]

### 29日
- 赤木春惠（日語：赤木 春恵），94岁，日本女演员。[12]
- 徐运征，52歲，中國政治人物，重庆市北碚区副区长。[13]
- 郭兴，94岁，原北疆军区司令员，电影《平原游击队》中敌后武工队长李向阳的原型。[14]
- 阿爾塔夫·法蒂瑪（英语：Altaf Fatima），91歲，巴基斯坦小說家和作家。[15]
- 露絲·哈林（英语：Ruth Haring），63歲，美國國際象棋棋手。[16]

### 28日
- 阿里斯·高爾丁（英語：Alixe Gordin），96歲，美國選角導演，曾和艾倫·帕庫拉合作達十部電影。[17]
- 荆云，39岁，新加坡作家。[18]
- 高伯扬，88岁，中国地下工程专家，哈尔滨工业大学土木工程学院教授。[19]
- 孟波，50岁，中国企业家，富一国际控股有限公司执行董事。[20]
- 韩乃寅，71岁，中国知青文学作家、剧作家，黑龙江省作家协会副主席。[21]
- 能行长老，92岁，中国佛教协会文物馆原馆长、北京法源寺原监院，博山正觉寺法主和尚。[22]
- 理查德·富爾頓（英语：Richard Fulton），91歲，美國政治人物，前美國眾議院田納西州第五國會選區（英语：Tennessee's 5th congressional district）代表議員、納許維爾市長（英语：List of mayors of Nashville, Tennessee）。[23]
- 罗伯特·莫里斯（英語：Robert Morris），87岁，美国雕塑家、概念艺术家和作家。[24]
- 哈里·萊斯利·史密斯（英语：Harry Leslie Smith），95歲，英國作家和政治評論員，死於肺炎。[25]

### 27日
- 邢玉清，78岁，中国高分子材料专家，哈尔滨工业大学化工与化学学院教授。[26]
- 江金玉，52岁，新加坡电影人，《联合早报〉影评员。[27]
- 李鍾大（朝鲜语：이종대 (1933년)），85歲，韓國軍人與企業家。[28]
- 穆罕默德·阿齊茲（英语：Mohammed Aziz），64歲，印度配音歌手，死於心臟病。[29]
- 艾德·帕斯托（英语：Ed Pastor），75歲，美國政治人物，前美國眾議院亞利桑那州第二、第四及第七國會選區代表議員，死於心臟病。[30]
- 辻村真人（日語：辻村 真人），88歲，日本聲優[31]。
- 王亢沛，79歲，中華民國物理學家，曾任東海大學校長等職。[32]

### 26日
- 潘昌实，91岁，中国隧道与地下工程领域学者，兰州交通大学（原兰州铁道学院）教授。[33]
- 貝納多·貝托魯奇（義大利語：Bernardo Bertolucci），77歲，義大利電影導演，代表作如《巴黎最後的探戈》、《末代皇帝》、《戏梦巴黎》等。[34][35]
- 翁贝托·博尔索（義大利語：Umberto Borsò），95岁，意大利歌剧男高音。[36]
- 林瑞明，68歲，筆名林梵、林退嬰，台灣詩人及文學評論家。[37]
- 罗福成，70岁，中国超声医学专家，解放军原第105医院（现为第901医院）副军级副院长。[38]
- 林博文，73歲，旅居美國之臺灣記者、專欄作者。[39]
- 焦书竹，93岁，中国妇产科专家，妇科肿瘤专家，天津医科大学总医院终身专家，教授。[40]
- 史蒂芬·海倫伯格（英語：Stephen Hillenburg），57歲，美國漫畫家，以創造《海綿寶寶》而聞名。死於漸凍症。[41]
- 查爾斯·哈克塔布爾爵士（英语：Charles Huxtable (British Army officer)），87歲，英國陸軍軍官，前英國陸軍總司令（英语：Commander-in-Chief, Land Forces）。[42]
- 特朗普頓女男爵讓·巴克（英语：Jean Barker, Baroness Trumpington），96歲，英國政治人物及社交名媛，前英國上議院議員（英语：Members of the House of Lords）。[43]

### 25日
- 雅克·鮑丁（英语：Jacques Baudin），79歲，塞內加爾政治人物，前外交部部長（英语：Foreign Minister of Senegal）。[44]
- 格洛丽亚·卡茨（英语：Gloria Katz），76岁，美國編劇，死於卵巢癌。[45]
- 謝文賢，66歲，台灣政治人物，彰化縣田中鎮鎮長，爭取連任失利，病逝。[46]
- 萧伟强，63岁，香港电影导演，參與作品：《霍元甲》、《花样年华》、《2046》、成龙《十二生肖》、《火拼时速》，病逝。[47]
- 金先庆，73岁，中国教育人物，重庆医科大学原校长。[48]
- 谢勇，67岁，中国军事人物，朱日和合同战术训练基地原司令员。[49]
- 威利·诺尔斯（英语：Willie Naulls），84岁，美国篮球运动员。曾效力紐約人隊及波士頓塞爾特人隊。[50]
- 克勞德·佩洛昆（英语：Claude Péloquin），76歲，加拿大詩人，死於癌症。[51]
- 埃娃·普罗布斯特（英语：Eva Probst），88岁，德国女演员。[52]
- 前田憲男（日語：前田 憲男），83歲，日本爵士樂鋼琴家、編曲家，死於肺炎。[53]
- 長谷邦夫（日語：長谷 邦夫），81歲，日本漫畫家。[54]

### 24日
- 施教耐，97岁，中国植物生理学家，中国科学院分子植物卓越创新中心/植物生理生态研究所研究员，中国科学院院士。[55]
- 邹蕤宾，93岁，中国学者，湖南师范大学生命科学学院教授。[56]
- 汪存，92岁，中国政治人物，原铜陵有色公司机关党委书记。[57]
- 才仁桑珠，76岁，中国出版业人物，西藏日报社原副总编辑。[58]
- 恩里克·貝納萊斯·巴列斯特羅斯（英语：Enrique Bernales Ballesteros），78歲，祕魯政治人物，前国会議員、僱傭兵聯合國特別報告員（英语：United Nations Special Rapporteur）及常设仲裁法院成員，死於癌症。[59]
- 赛义达·贡巴（英语：Saida Gunba），59岁，前苏联田径运动员，奥运会银牌得主（1980）。[60]
- 里基·杰伊（英语：Ricky Jay），72岁，美国魔术师、演员和作家。[61]
- 弗雷德·奎爾（英语：Fred Quayle），82歲，美國政治人物，前弗吉尼亞州參議院議員。[62]
- 薇拉·鲁日奇科娃（捷克語：Věra Růžičková），90岁，捷克体操运动员，奥运会金牌得主（1948）。[63]

### 23日
- 貝蒂·本柏斯（英语：Betty Bumpers），93歲，美國兒童免疫接種活動家，前阿肯色州第一夫人，死於腦退化及髖部骨折的併發症。[64]
- 拉德·法斯（英语：Raed Fares (activist)），46歲，敘利亞反政府活動家，中槍身亡。[65]
- 湯姆·馬爾吉塔（英語：Tom Margittai），90岁，美國企業家，烹飪企業集團餐廳協會（Restaurant Associates）的副總裁，死於併發症。[66]
- 张克健，99岁，中国政治人物，浙江省政协原副主席、农工党浙江省委会原主委。[67]
- 史丹·佩倫（英语：Stan Perron），96岁，澳大利亞商人和慈善家。[68]
- 尼古拉斯·洛（英语：Nicolas Roeg），90歲，英國導演，代表作如《威尼斯癡魂》、《天降財神》。[69]
- 赫拉尔德·因赫尔（英语：Gerard Unger），76歲，荷兰字体设计师。[70]

### 22日
- 彭仁壽，93歲，中國慰安婦。[71]
- 方兰，85岁，中共革命烈士方志敏之幼子，曾任南昌市人民政府驻北京办事处主任[72]。
- 金道坤，71岁，中共重庆市委直属机关工作委员会原常务副书记。[73]
- 关愚谦，87岁，德国华人学者，语言学家、作家、翻译家。[74]
- 张惜阴，92岁，中国妇产科学专家，妇科肿瘤学先驱，复旦大学附属妇产科医院教授。[75]
- 陈文，51岁，中国学者，河海大学力学与材料学院原院长，教授。[76]
- 雷·查維斯（英語：Ray Chavez），106歲，美國人瑞，在世最久的珍珠港事件美軍倖存者[77]。
- 萊恩·坎貝爾（英语：Len Campbell），71歲，蘇格蘭足球運動員（鄧巴頓）。[78]
- 安杰伊·菲舍尔（英语：Andrzej Fischer），66岁，波兰足球运动员。[79]
- 理查德·菲利普（英语：Richard Philippe），28歲，法國賽車手，死於直升機意外。[80]

### 21日
- 李麗鳳，67歲，台灣女演員，曾獲第24屆金鐘獎女演員獎，作品:《庭院深深》、《在水一方》、《红楼梦》、《醒世媳妇》、《一帘幽梦》等，死於胰臟癌。[81][82][83]
- 莊永燦，66歲，香港經濟民生聯盟油尖旺區議會議員，執業律師，死於肝癌。[84]
- 劉迺強，71歲，香港基本法委員會委員，匯點創會會長。死於癌症。[85]
- 陈潮祖，89岁，中國中医药学家，成都中医药大学教授。[86]
- 徐福缘，70岁，中國學者，上海应用技术学院原院长，上海理工大学教授。[87]
- 钟吉铨，92岁，中国曲艺音乐家、教育家。[88]
- 李联模，92岁，中国教育人物，西安电子科技大学原宣传部部长。[89]
- 安熱利卡·科布·巴勒（英语：Angelica Cob-Baehler），47歲，美國音樂產業管理層，死於癌症。[90]
- 迪恩·吉特（英语：Dean Gitter），81歲，美國企業家和房地產開發商。[91]
- 伊戈爾·科羅博夫（俄語：Игорь Коробов），62岁，俄罗斯军事情报总局（格鲁乌）局长。[92]
- 德文·利馬（英語：Devin Lima），41歲，美國LFO（英语：LFO (American band)）樂團歌手，死於腎上腺癌。[93]
- 何塞·佩拉爾塔（英语：Jose Peralta），47歲，美國政治人物，時任纽约州参议院參議員，死於感染性休克。[94]

### 20日
- 孙德隆，69岁，中國政治人物，重庆市渝中区政协原主席。[95]
- 黄学忠，49岁，中國政治人物，重庆市九龙坡区法院民二庭审判员、四级高级法官。[96]
- 朱振义，77岁，中國政治人物，中共陕西省第八届委员会委员，省八届人大代表，政协陕西省第七届、八届、九届委员会副主席。[97]
- 邓本元，55岁，中国政治人物，中共福建省委副秘书长（正厅长级）、办公厅厅务会议成员。[98]
- 詹姆斯·哈德利·贝灵顿（英語：James Hadley Billington），89岁，美国历史学家，美国国会图书馆第13任馆长。[99]
- 馬克·科林斯（英语：Mac Collins），74歲，美國政治人物，前美國眾議院喬治亞州第八國會選區（英语：Georgia's 8th congressional district）代表議員。[100]
- 阿龙·克卢格爵士（英語：Sir Aaron Klug），92岁，英国化学家和生物物理学家，1982年诺贝尔奖得主。[101]
- 迪特馬爾·施瓦格（英语：Dietmar Schwager），78歲，德國足球運動員（凯泽斯劳滕）[102]

### 19日
- 蕭逸，83歲，台灣新派武俠小說作家，死於肺癌。[103][104]
- 吳建常，79歲，中國政治人物，原中國冶金工業部副部長、中國鋼鐵工業協會原黨委書記，病逝。[105]
- 徐虹，49岁，中国记者、作家，北京青年报阅读周刊主编，死於癌症。[106]
- 拿督林祥泰，71岁，马来西亚商人，槟华堂福利组主任，华泰土产有限公司创办人兼董事主席，死於心脏病。[107]
- ，63歲，前图瓦卢总理。[108]
- 拉里·皮克林（英语：Larry Pickering），76歲，澳洲政治漫畫家，死於肺癌。[109]
- 噶陀格则仁波切，64岁，藏传佛教宁玛学派第七任掌教领袖。[110]

### 18日
- 常庚哲，82岁，中国数学家，中国科学技术大学教授，原国际数学奥林匹克中国队领队兼主教练。[111]
- 肖景林，100岁，中国官员，原四川省第五机械工业局副局长。[112]
- 屠亦芳，81岁，中国官员，重庆沙坪坝区人大常委会原副主任。[113]
- 刘宏，54岁，中国企业家，学者，博弘投资管理有限公司前总经理。[114]
- 中尾榮一（日語：中尾 栄一），88歲，日本政治人物，曾任眾議員、建設大臣等職。[115]
- 金日（朝鲜语：김일 (성우)），51歲，韓國配音員。[116]
- 尹鼎求（朝鲜语：윤정구 (1927년)），91歲，韓國商人。[117]
- 艾德·埃文科（英语：Ed Evanko），80歲，加拿大歌手和演員（《絕命殺陣》、《致命追緝令（英语：Double Jeopardy (1999 film)）》），死於中風。[118]
- 彼得·佩爾（英语：Peter Peryer），77歲，新西蘭攝影師。[119]

### 17日
- 程开甲，100岁，中国核武器专家，中国科学院院士，核武事业奠基人之一，两弹一星勋章、八一勋章获得者之一[120]。
- 狄辛，91岁，中国表演艺术家，北京人民艺术剧院演员，中国戏剧家协会会员，北京市戏剧家协会理事。[121]
- 姜乃沧，79岁，前中国女篮教练、广东篮球名宿。[122]
- 王明刚，79岁，中国官员，原中共重庆市委研究室副主任。[123]
- 胡文和，67岁，中国宗教考古艺术研究专家，四川省社会科学院文学所研究员。[124]
- 冯旭，56岁，中国官员，遵义市公安局国保支队政委。[125]
- 谢飞，97岁，中国官员，原河南省纺织工会副主席，省政府视察室委员。[126]
- 吉恩·貝爾切（英语：Gene Berce），91歲，美國籃球運動員（奧什科什全明星隊（英语：Oshkosh All-Stars）、三城黑鷹）。[127]
- 卡約·多特利（英语：Kayo Dottley），90歲，美國美式足球運動員（芝加哥熊）。[128]
- 何健鎔，55歲，台灣生物學家、特有生物研究保育中心研究員，有「台灣螢火蟲之父」之稱，死於心肌梗塞。[129]

### 16日
- 弗朗西斯科·卡尔沃·塞拉列尔（西班牙語：Francisco Calvo Serraller），70岁，西班牙历史学家。[130]
- 帕布羅·費洛（英语：Pablo Ferro），83歲，美國平面設計師、電影片頭設計師、Pablo Ferro Films的創始人，死於肺炎。[131]
- 亞歷克斯·芬恩（英语：Alec Finn），74歲，英國裔愛爾蘭布祖基琴（英语：Bouzouki）演奏家（De Dannan）。[132]
- 威廉·戈德曼（英語：William Goldman），87岁，美国小说家、剧作家和影视编剧。[133]
- 弗莱明·尼尔森（英語：Flemming Nielsen），84歲，丹麥足球運動員（亞特蘭大、格里诺克慕顿、丹麥國家隊）。[134]
- 約翰·趙（英語：John Allen Chau），27歲，華裔美籍基督教傳教士，登上印度的北森蒂納爾島後，被島上未接觸部落的桑提内尔人射箭殺害。[135]
- 米倉弘昌（日語：米倉 弘昌），81歲，日本企業商人，日本經濟團體聯合會前會長、住友化學公司前社長。死於肺炎。[136]
- 謝一寧，58歲，駐美中國媒體人，國務院僑辦旗下《僑報》董事長，被槍殺[137]。
- 何梓华，87岁，中国新闻教育家，中国人民大学新闻学院原院长，教授。[138]
- 龚海南，43岁，中国官员，重庆市丰都县人民法院院长。[96]
- 林益，99岁，中国教育人物，原浙江农业大学宁波分校党委副书记、校长。[139]
- 赵立达，99岁，中国政治人物，郑州市人大常委会原副主任。[140]

### 15日
- 巴忠倓，88岁，中国人民武装警察部队原司令员，中将。[141]
- 张挺，96岁，中国政治人物，原电子工业部部长，党组书记。[142]
- 王希贤，92岁，中国官员，重庆市经济和信息化委员会原干部。[143]
- 黄卓，中国官员，四川什邡市财政局局长，自缢而死。[144]
- 程冠法，88岁，中国军人，新四军老战士、原福州军区直属军事法院院长。[145]
- E·D·布洛傑特（英语：E. D. Blodgett），83歲，加拿大詩人和翻譯家。[146]
- 簡·佩爾森（英语：Jan Persson），75歲，丹麥攝影師，死於癌症。[147]
- 藤川孝幸（日語：藤川 孝幸），56岁，日本足球运动员，死於胃癌。[148]

### 14日
- 鍾士元爵士，101岁，香港政治家，行政局首席非官守議員（1980年－1988年）、行政會議召集人（1997年－1999年）。[149]
- 本·阿奇利（英语：Ben Atchley），68歲，美國政治人物，前田納西州眾議院（英语：Tennessee House of Representatives）與參議院（英语：Tennessee Senate）議員。[150]
- 詹姆斯·V·漢森（英语：James V. Hansen），86歲，美國政治人物，前美國眾議院猶他州第一國會選區代表議員。[151]
- 費爾南多·德爾帕索（西班牙語：Fernando del Paso），83岁，墨西哥小说家、散文家和诗人。[152]
- 張石和（朝鲜语：장석화），73歲，韓國政治人物，前韓國國會首爾永登浦區議員（朝鲜语：서울 영등포구의 국회의원）。[153]
- 买买提·肉孜，74岁，新疆维吾尔自治区高级人民法院原党组副书记、院长，自治区法学会原会长。[154]

### 13日
- 弗雷德里克·貝里（英语：Frederick Berry），68歲，美國政治人物，前马萨诸塞州参议院議員。[155]
- 凱瑟琳·麥格雷戈（英语：Katherine MacGregor），93歲，美國演員。[156]
- 約翰·梅多斯三世（英语：John Meadows III），74歲，美國政治人物，前佐治亚州众议院議員，死於胃癌。[157]
- 查爾斯·薩金特（英语：Charles Sargent (politician)），73歲，美國政治人物，前田納西州眾議院（英语：Tennessee House of Representatives）議員，死於癌症。[158]
- 丹尼尔·帕克尔（英語：Daniel Puckel），85岁，美国射击运动员。[159]
- 李維菁，49歲，台灣女作家，死於癌症。[160]
- 許義翔，50歲，台灣政治人物。屏東縣屏東市新興里里長候選人。服毒自殺身亡。[161]
- 吴毅，45岁，中国农村公交司机，死於突发脑梗。[162]

### 12日
- 迪恩·哈特爾（英语：Dean Hartle），87歲，美國政治人物，前明尼苏达州众议院議員。[163]
- 阿嫩特·庫馬爾（英语：Ananth Kumar），59歲，印度政治人物，前議會事務部部長（英语：Ministry of Parliamentary Affairs (India)）、化學肥料部部長（英语：Ministry of Chemicals and Fertilizers）及民航部部長（英语：Ministry of Civil Aviation (India)），死於肺癌。[164]
- 史丹·李（英語：Stan Lee），95歲，猶太裔美國漫畫家、編輯、演員、製作人、出版人、電視名人，前漫威漫畫負責人兼董事長。死於脑溢血。[165]
- 李敏慧（朝鲜语：이민혜），32歲，韓國單車運動員。死於急性骨髓性白血病。[166]
- 天野健太郎（日語：天野 健太郎），47岁，日本翻译家。死於胰腺癌。[167]
- 成田賢（日語：成田 賢），73歲，日本歌手。肺炎。[168]
- 余萃，97岁，中國學者，原西南农业大学副教授。[169]
- 单印章，96岁，中国官员，原广州军区副政委。[170]
- 王军民，63岁，中国官员，山东省委原副书记。[171]
- 李耀東，55歲，中国官员，黑龍江工程學院黨委書記。自縊身亡。[172]

### 11日
- 佩德羅·阿蘭達-迪亞茲·穆尼奧斯（英语：Pedro Aranda-Díaz Muñoz），85歲，墨西哥羅馬天主教主教，前天主教圖蘭辛戈總教區大主教。[173]
- 奧爾加·哈莫尼（英语：Olga Harmony），90歲，墨西哥劇作家。[174]
- 道格拉斯·雷恩（英語：Douglas Rain），90岁，加拿大舞台剧演员和配音员。[175]
- 曾仕強，83岁，台灣管理學學者、文化學者。[176]
- 龔友誠，62岁，台灣廣告導演。[177]
- 朱学愚，82岁，中国水文地质学家，南京大学地球科学与工程学院教授。[178]
- 杨慎和，72岁，中国记者，内蒙古实践杂志社原巡视员。[179]
- 李平，93岁，中国军事人物，原中国人民解放军陆军指挥学院副政治委员兼政治部主任。[180]

### 10日
- 刘绪贻，105岁，中国历史学家、社会学家，武汉大学教授，死於脑血管疾病[181]。
- 拉法埃莱·巴尔达萨雷（義大利語：Raffaele Baldassarre），62岁，意大利政治家，死於心脏病。[182]
- 謝玉英，67歲，台灣政治人物。高雄市三民區安和里里長候選人。死於交通意外。[183]
- 马克·维尔梅（法語：Marc Wilmet），80岁，比利时语言学家。[184]
- 沈瑞君，36岁，中國人，浙商证券证券投资部研究员。[185]
- 羅恩·約翰遜（英语：Ron Johnson (running back)），71歲，美國美式足球運動員（纽约巨人、密歇根狼獾足球（英语：Michigan Wolverines football）），死於腦退化症併發症。[186]
- 莉斯·J·帕特森（英语：Liz J. Patterson），78歲，美國政治人物，前美国众议院與南卡罗来纳州参议院（英语：South Carolina Senate）議員。[187]
- 謝豐舟，71歲，台灣醫學家，國立台灣大學醫學院名譽教授。[188]
- 約翰·羅傑斯（英語：John Rogers），57歲，美國企業家，Comic-Con International總裁及聖地牙哥動漫展的主席。[189]

### 9日
- 約恩·溫特（丹麥語：Jorn Winther），88歲，丹麥電視主持人，死於車禍。[190]
- 詹姆斯·格林（英語：James Greene），91歲，美國百老匯資深演員。[191]
- 羅傑·W·亨特（英语：Roger W. Hunt），80歲，美國政治人物，前南达科他州众议院議員，死於手術併發症。[192]
- 茲齊斯拉夫·索斯諾夫斯基（英语：Zdzisław Sosnowski），94歲，波蘭足球運動員。[193]

### 8日
- 吳泉源，台灣社會學家，科技與社會研究（STS）學者，清華大學社會學研究所教授。[194]
- 黎錦揚，102岁，美籍华裔作家。[195]
- 王永生，97岁，中国军事人物，四川省军区副军职离休干部，原四川省温江军分区顾问，老红军战士。[196]
- 邦妮·庫珀（英语：Bonnie Cooper），83歲，美國女子棒球運動員（全美女子職業棒球聯賽（英语：All-American Girls Professional Baseball League））。[197]
- 比爾·克拉弗（英語：Bill Craver），87歲，美國百老匯製片人和經理。[198]
- 弗朗索瓦·N·馬斯羅拉（英语：François N. Macerola），76歲，加拿大律師和電影行政人員。[199]

### 7日
- 焦廷標，94歲，臺灣企業家，華新麗華集團創辦人。[200]
- 谢世楞，83岁，中国港口和海岸工程专家，中国工程院院士。[201]
- 哈馬德喬達·阿德喬德士（英语：Hamadjoda Adjoudji），54歲，喀麥隆政治人物，前畜牧業、漁業和動物工業部長。[202]
- 弗朗西斯·莱（英语：Francis Lai），86岁，法国作曲家。[203]
- 奧斯卡·拉賓（英语：Oscar Rabin (artist)），90歲，俄羅斯畫家。[204]
- 克里斯多夫·李曼赫普特（英语：Christopher Lehmann-Haupt），84岁，美国作家，评论家，纽约时报书评编辑与审稿人。[205]
- 曹先擢，85岁，中国语言文字学家，《新华字典》主要编纂者之一。[206]

### 6日
- 张胜友，70岁，中国报告文学作家、出版家。[207]
- 邓起东，80岁，中国地质学家，中国地震局科学技术委员会副主任，中国科学院院士。曾任中国地震局地质研究所副所长。[208]
- 张奎，81岁，中国教育人物，宁夏大学原校长。[209]
- 胡欣，66岁，中国记者，《新闻战线》前总编辑，自杀。[210]
- 後藤哲夫（日語：後藤 哲夫），68歲，日本配音員，死於食道癌。[211]
- 弗雷德·比爾格（英语：Fred Burge），95歲，澳洲澳式足球運動員（里士滿（英语：Richmond Football Club））。[212]
- 弗朗西斯·M·洛佩斯·莫利亞斯（英语：Frances M. López-Morillas），100歲，美國西班牙文學翻譯家。[213]

### 5日
- 簡振澄，64歲，台灣官員，高雄市財政局長。[214]
- 王新，85岁，中国学者，北京师范大学历史学院教授。[215]
- 林炳耀，78岁，中国经济地理学家，南京大学建筑与城市规划学院教授。[216]
- 林信彰，82歲，前台灣職業棒球運動員及教練。[217]
- 东人达，69岁，中国西南民族史研究专家，重庆三峡学院教授。[218]
- 刘崇蓉，97岁，中国水利工程师，原长江流域规划办公室副总工程师，长江水利委员会技术委员会委员、顾问、教授级高级工程师。[219]
- 邓永良，77岁，中国军事人物，四川省军区正军职退休干部、原成都军区政治部副主任。[220]
- 赫克托·費雷爾（英语：Héctor Ferrer），48歲，前波多黎各眾議院（英语：House of Representatives of Puerto Rico）議員，食道癌。[221]
- 娜傑日達·凱約瓦（英语：Nadezhda Kehayova），40歲，保加利亞記者。[222]
- 蓬莱泰三（日語：蓬莱 泰三），89歲，日本電視劇劇本作家及作詞家。死於膽管癌。[223]

### 4日
- 姜申星一（朝鲜语：강신성일），81歲，韓國電影演員，死於肺癌。[224]
- 白廳海伍德勳爵（英語：Lord Heywood of Whitehall），56岁，英国政府官員，內閣司（2012年－2018年），死於癌症。[225]
- 洪文棟，80歲，臺灣骨科醫師、前立法委員。台灣歌仔戲演員楊麗花丈夫，死於心臟病。[226]
- 刘路，101岁，中国地质学家，地质经济管理学奠基人，河北地质大学教授。[227]
- 王焕玉，63岁，中国粒子天体物理和空间探测领域专家，中国科学院高能物理研究所原党委书记兼副所长、研究员，死於心脏病。[228]
- 菲利普·傑克遜（英语：Phillip Jackson），68歲，美國政治人物和社區活動家，黑星計劃（英语：The Black Star Project）發起人，死於癌症。[229]
- 穆斯塔法·馬迪（英语：Mustapha Madih），62歲，摩洛哥足球經理人。[230]
- 马尔科·德齐·巴尔代斯基（義大利語：Marco Dezzi Bardeschi），84岁，意大利建筑师。[231]

### 3日
- 許曹德，81歲，台灣政治人物，「台灣政治受難者聯誼總會」首任會長。[232][233]
- 讓-保羅·巴雷蒂（英语：Jean-Paul Baréty），90歲，法國政治人物，前國民議會議員、尼斯市長。[234]
- 罗兰·杜斯（法語：Roland Douce），79岁，法国植物学家。[235]
- 讓·莫爾（英语：Jean Mohr），93歲，瑞士紀錄片攝影師。[236]
- 堀尾贞治（日語：堀尾 貞治），79岁，日本艺术家，前卫艺术团体具体派协会成员。[237]

### 2日
- 鄒文懷，91歲，香港電影製片人、電影集團嘉禾集團創辦人。[238]
- 郑用熙，91岁，中国化学家，清华大学教授，原清华大学分析中心主任、原化学系离退休党支部书记。[239]
- 罗秀球，82岁，中国学者，湖南师范大学公共管理学院副教授。[240]
- 许令妊，89岁，中国政治人物，内蒙古自治区第三、四届党委常委，自治区第七届人大常委会副主任、党组成员。[241]
- 靳易生，96岁，中国学者，中国人民大学原马列主义发展史研究所离休干部。[242]
- 毛拉薩米－烏爾·哈克（英语：Maulana Sami-ul-Haq），80歲，巴基斯坦伊斯蘭教士，前巴基斯坦參議員，有「塔利班之父」之稱。遇刺。[243]
- 賽魯·安托，48歲，印尼國家搜救署義務潛水員，參與獅子航空610號班機打撈任務潛水時，因減壓症送醫不治。[244]
- 山姆·巴拉德（英語：Sam Ballard），27歲，澳洲雪梨橄欖球員，於派對上戲吞活蛞蝓致廣東住血線蟲侵腦感染腦炎且癱瘓8年，死於併發症。[245]
- 尼爾森·查貝（英语：Nelson Chabay），78歲，烏拉圭足球運動員（蒙得维的亚、竞赛、烏拉圭國家隊）。[246]
- 安德魯·烏迪亞萊斯（英语：Andrew Urdiales），54歲，美國連環殺手，自殺。[247]
- 喬希·福弗（英语：Josh Fauver），39歲，前美國搖滾樂團獵鹿人（英语：Deerhunter）貝斯手，原因不明。[248]
- 克里斯帝安·達吉奧 （Christian Daghio），49歲，意大利拳擊運動員。在泰國曼谷舉行的WBC亞洲拳王爭霸戰的WBC亞洲重量級銀腰帶 （silver light heavyweight bout fight）對決中和36歲的對手泰國拳擊運動員東·帕布倫（Don Parueang）對決時被狂攻重擊後隨即陷入昏迷。在送往附近醫院一周後，於2日宣告不治。[249]
- 羅伊·哈格盧夫（英语：Roy Hargrove），49歲，非裔美國爵士小號手。死於腎病變引起的心搏停止。[250]

### 1日
- 卡洛·朱弗雷（英语：Carlo Giuffrè），89岁，意大利演员、导演。[251]
- 特里·穆瑟（英语：Terry Musser），70歲，美國政治人物，前威斯康星州眾議院（英语：Wisconsin State Assembly）議員。[252]
- 馬里亞諾·拉霍伊·索布雷多（英语：Mariano Rajoy Sobredo），97歲，西班牙法學家和地方法官。[253]
- 艾德蒙·扎戈斯基（英语：Edmund Zagorski），63歲，美國死刑犯，因1984年兩宗謀殺罪而被判坐電椅死刑。[254]
- 吴觉迟，89岁，中国书法家、金石家。[255]
- 李志斌，51岁，中国政治人物，内蒙古公安厅副厅长、呼和浩特市副市长、公安局局长，被指「因抑郁症自缢身亡」[256]。
- 藍潔瑛，55歲，香港女演員，活跃于1980年代及1990年代，演出作品《義不容情》、《大時代》。（猜測死亡日期）[257]
- 梁家良，87岁，中国政治人物，前广州市人大常委会委员、农村工作委员会主任、原广州市天河区人民政府区长。[258]
- 谢家彦，84岁，中国政治人物，前广州市人大常委会副主任，曾任荔湾区委书记、区人大常委会主任。[259]
- 卢国利，57岁，中国企业家，贵州都匀市酒厂有限责任公司总裁、匀酒观真集团董事长、第七元素科技创始人。[260]
- 李兆书，95岁，中国军事人物，辽宁省军区正军职离休干部、原沈阳军区政治部顾问。[261]